# Mark I Fire Control Computer
Howard Aiken i Grace Hopper van dissenyar la sèrie d'ordinadors MARK a la Universitat Harvard a partir de 1944.
Els ordinadors MARK van començar amb el Mark I. Imagineu-vos una habitació gegant plena de peces metàl·liques sorolloses, de 55 peus de llarg i vuit peus d'alçada. El dispositiu de cinc tones contenia gairebé 760.000 peces separades. Utilitzat per la Marina dels Estats Units per a càlculs d'artilleria i balístics, el Mark I va estar en funcionament fins al 1959.
L'ordinador estava controlat amb cinta de paper pre-perforada i podia dur a terme funcions de suma, resta, multiplicació i divisió. Podia fer referència a resultats anteriors i tenia subrutines especials per a logaritmes i funcions trigonomètriques. Feia servir 23 nombres decimals. Les dades es van emmagatzemar i comptar mecànicament utilitzant 3.000 rodes d'emmagatzematge decimals, 1.400 interruptors rotatius i 500 milles de cable. Els seus relés electromagnètics classificaven la màquina com a ordinador de relés. Tota la sortida es mostrava en una màquina d'escriure elèctrica. Segons els estàndards actuals, el Mark I era lent, requerint de tres a cinc segons per realitzar una operació de multiplicació.

## Història i evolució
El Mark 1, i més tard el Mark 1A, ordinador de control de foc, va ser un component del sistema de control de foc de canons Mark 37 desplegat per la Marina dels Estats Units durant la Segona Guerra Mundial i fins a 1991 i possiblement més tard. Va ser desenvolupat originalment per Hannibal C. Ford de la Ford Instrument Company i William Newell. Es va utilitzar en una varietat de vaixells, des de destructors (un per vaixell) fins a cuirassats (quatre per vaixell). El sistema Mark 37 va utilitzar la predicció taquimètrica del moviment de l'objectiu per calcular una solució de control d'incendis. Contenia un simulador d'objectius que es va actualitzar mitjançant un seguiment posterior de l'objectiu fins que coincideix.
Amb un pes de més de 1.400 kg, el propi Mark 1 es va instal·lar a la sala de traçat, un compartiment estanc que es trobava a l'interior del casc del vaixell per proporcionar la màxima protecció possible contra els danys de batalla.
Essencialment un ordinador analògic electromecànic, el Mark 1 estava connectat elèctricament als suports de l'arma i al director de l'arma Mark 37, aquest últim muntat el més alt possible a la superestructura per oferir el màxim abast visual i de radar. El director d'armes estava equipat tant amb una cerca de distància òptica com de radar, i era capaç de girar sobre una petita estructura semblant a una barbeta. Utilitzant els telescopis i els telescopis per al rumb i l'elevació, el director va poder produir un conjunt de sortides variables contínuament, anomenades dades de línia de visió (LOS), que es transmetien elèctricament al Mark 1 mitjançant motors sincronitzats. Les dades LOS proporcionaven l'abast actual de l'objectiu, el rumb i, en el cas dels objectius aeris, l'altitud. Les entrades addicionals al Mark 1A es van generar contínuament a partir de l'element estable, un dispositiu giroscòpic que reaccionava al gir i el pas del vaixell, el registre del pitòmetre, que mesurava la velocitat del vaixell a través de l'aigua, i un anemòmetre, que proporcionava la velocitat del vent i el pas. direcció. L'element estable ara s'anomenaria giroscopi vertical.
A "Plot" (la sala de conspiració), un equip de mariners es va situar al voltant de la Mark 1 de quatre peus d'alçada (1,2 m) i va controlar contínuament el seu funcionament. També s'encarregarien de calcular i introduir la velocitat de boca mitjana dels projectils a disparar abans de començar l'acció. Aquest càlcul es va basar en el tipus de propulsor que s'ha d'utilitzar i la seva temperatura, el tipus i el pes del projectil i el nombre de rondes disparades a través dels canons fins ara.
Tenint en compte aquestes entrades, el Mark 1 va calcular automàticament els angles de projecció amb la posició futura de l'objectiu al final del temps de vol del projectil, afegint correccions per a la gravetat, el vent relatiu, l'efecte magnus del projectil en rotació i la paral·laxi, la darrera compensació necessària perquè els mateixos canons estaven àmpliament desplaçats al llarg de la longitud del vaixell. Es van afegir angles i correccions a les dades LOS per generar les dades de la línia de foc (LOF). Les dades LOF, el coixinet i l'elevació, així com el temps de espoleta del projectil, es van enviar als muntatges mitjançant motors sincronitzats, el moviment dels quals acciona servos hidràulics amb una precisió dinàmica excel·lent per apuntar els canons.
Un cop el sistema es va "bloquejar" a l'objectiu, va produir una solució de control d'incendis contínua. Si bé aquests sistemes de control de foc van millorar molt la precisió de llarg abast dels trets de vaixell a vaixell i vaixell a terra, especialment en creuers pesats i cuirassats, va ser en el mode de guerra antiaèria que el Mark 1 va fer la major contribució.. No obstant això, el valor antiaeri d'ordinadors analògics com el Mark 1 es va reduir molt amb la introducció dels avions de reacció, on el moviment relatiu de l'objectiu es va convertir en tal que el mecanisme de l'ordinador no podia reaccionar prou ràpidament per produir resultats precisos. A més, la velocitat objectiu, originalment limitada a 300 nusos per una parada mecànica, es va duplicar dues vegades fins a 600, després 1.200 nusos per canvis de relació de transmissió.
El disseny del Mark 1A de postguerra podria haver estat influenciat pel Bell Labs Mark 8, que es va desenvolupar com un ordinador totalment elèctric, incorporant tecnologia de l'ordinador de dades de la pistola M9 com a salvaguarda per garantir un subministrament adequat d'ordinadors de control de foc per a la USN durant Segona Guerra Mundial. Els ordinadors Mark 1 supervivents es van actualitzar a l'estàndard Mark 1A després que va acabar la Segona Guerra Mundial.
Entre les actualitzacions hi havia l'eliminació del solucionador de vectors del Mark 1 i el redisseny de l'esquema de conversió de coordenades inverses que actualitzava els paràmetres de destinació.
L'esquema va mantenir els quatre integradors de components, dispositius obscurs no inclosos en les explicacions dels mecanismes bàsics de control d'incendis. Funcionaven com un ratolí d'ordinador tipus bola, però tenien entrades d'eix per girar la bola i determinar l'angle del seu eix de rotació.
L'indicador de rumb de l'objectiu rodó a la part dreta de l'ordinador de l'intèrpret d'estrelles amb els dos botons de pànic és un residu dels dies de la Segona Guerra Mundial quan les dades de seguiment primerenques i la posició inicial de l'angle de sortida del solucionador de vectors van provocar que la velocitat de l'objectiu disminuís. Els botons van fer girar el solucionador de vectors ràpidament.

## Howard Aiken
Howard Aiken va néixer a Hoboken, Nova Jersey el març de 1900. Va ser un enginyer elèctric i físic que va concebre per primera vegada un dispositiu electromecànic com el Mark I el 1937. Després de completar el seu doctorat a Harvard el 1939, Aiken es va quedar per continuar. desenvolupament de l'ordinador. IBM va finançar la seva investigació. Aiken va dirigir un equip de tres enginyers, inclosa Grace Hopper.
El Mark I es va completar el 1944. Aiken va completar el Mark II, un ordinador electrònic, el 1947. Va fundar el Harvard Computation Laboratory aquell mateix any. Va publicar nombrosos articles sobre electrònica i teories de commutació i finalment va llançar Aiken Industries.
Aiken estimava els ordinadors, però fins i tot ell no tenia ni idea del seu eventual atractiu generalitzat. "Només es necessitarien sis ordinadors digitals electrònics per satisfer les necessitats informàtiques de tots els Estats Units", va dir el 1947.
Aiken va morir el 1973 a St, Louis, Missouri.

## Grace Hopper
Nascuda el desembre de 1906 a Nova York, Grace Hopper va estudiar al Vassar College i Yale abans d'incorporar-se a la Reserva Naval el 1943. El 1944, va començar a treballar amb Aiken a l'ordinador Harvard Mark I.
Una de les afirmacions menys conegudes de Hopper és que va ser la responsable d'encunyar el terme "error" per descriure un error informàtic. El "error" original era una arna que va causar una fallada de maquinari al Mark II. Hopper se'n va desfer i va solucionar el problema i va ser la primera persona a "depurar" un ordinador.
Es va trobar la primera arna d'error d'ordinador atrapada entre els punts del relé #70, panell F, de la calculadora de relé Aiken Mark II mentre estava sent provada a la Universitat Harvard, el 9 de setembre de 1945.
Va començar la investigació per a Eckert-Mauchly Computer Corporation el 1949 on va dissenyar un compilador millorat i va formar part de l'equip que va desenvolupar Flow-Matic, el primer compilador de processament de dades en anglès. Va inventar el llenguatge APT i va verificar el llenguatge COBOL.
Hopper va ser el primer "home de l'any" en informàtica el 1969, i va rebre la Medalla Nacional de Tecnologia el 1991. Va morir un any després, el 1992, a Arlington, Virgínia.